# Bahla
Bahla (en arabe : بهلا) est une ville du Sultanat d'Oman située au pied du djebel Akhdar, dans le nord de la région Ad Dakhiliyah dont la capitale Nizwa se trouve à quarante kilomètres. Cette oasis est réputée pour son fort, son souk et ses poteries.
L'ancien fort, le Hisn Tamah, est un site classé au patrimoine mondial de l'UNESCO.

## Légende
Bahla est une ville réputée peuplée de sorciers et de jeteurs de sorts (djinns) qui pratiquent la magie noire.